# Xylophanes heinrichi
Xylophanes heinrichi is een vlinder uit de familie van de pijlstaarten (Sphingidae). De wetenschappelijke naam van de soort is voor het eerst geldig gepubliceerd in 1917 door Closs.